# Novobisium ingratum
Novobisium ingratum är en spindeldjursart som först beskrevs av Chamberlin 1962.  Novobisium ingratum ingår i släktet Novobisium och familjen helplåtklokrypare. Inga underarter finns listade i Catalogue of Life.